# Harvard Law Review
Harvard Law Review är en juridisk tidskrift som publiceras av en oberoende studentgrupp vid Harvard Law School.

## Översikt
Tidningen är en av de mest citerade tidningarna av typen law review i USA och anses av många vara den mest prestigefyllda. Tidningen publiceras månatligen från november till juni, med novembernumret tillägnat att täcka det föregående årets mandatperiod för högsta domstolen i USA. Tidningen har en cirkulation på cirka 8 000 och publicerar även på nätet. Tidningen publicerar också Harvard Law Review Forum enbart på nätet, ett forum för svar på huvudskriftens innehåll.